# Реку-реку
Реко-реко (порт. reco-reco), бразильский музыкальный инструмент идиофон, изначально используемый в ритуалах кандомбле, следовательно имеет африканское происхождение. Ранее представлял собой полую бамбуковую палочку или рог животного с поперечными насечками, а звук извлекался при проведении взад-вперёд другой палочкой.
В настоящее время в Бразилии для повышения звука на карнавальном шествии используется изменённый вариант реку-реку, состоящий из параллельно натянутых в резонаторном ящике металлических пружин. Кроме этого может использоваться инструмент в виде кухонной металлической тёрки. Согласно бразильскому электронному словарю Рикарду Краву Албин (Ricardo Cravo Albin) реку-реку в качестве инструмента, используемого в самбе, был введён музыкантом Кабуре. Реку-реку входит в состав перкуссионной группы (батерии) школы самбы на карнавале, может использоваться в капоэйре. Звучание реку-реку дополняется вуд-блоком, колокольчиками и другими ударными инструментами.

## В Африке

### Диканза
Диканза (dicanza) — ангольский музыкальный инструмент, изготовленный из пальмы или бамбука, разновидность реку-реку. Название происходит от (ku)kanzana, что в переводе с языка кимбунду значит «бродить, блуждать» — от движений руки музыканта при извлечении звука. Другое название — «дамба» (damba). Диканза имеет многочисленные поперечные насечки, звук извлекается поскрёбыванием по ним палочкой «зелеле» (zélêle). Согласно Жозе де Фонтеш Перейре (José Oliveira de Fontes Pereira) такая палочка также может называется «кишикилу» (kixikilu). Палочкой, а также пальцами музыканта в напёрстках может отбиваться ритм при постукивании по корпусу диканзы.
Инструмент весьма древнего происхождения. Диканза повсеместно употреблялась на праздниках для аккомпанемента танцев, в многочисленных ритуалах, в частности при церемониях изгнания злых духов.
Аналоги этого традиционного ангольского музыкального инструмента широко распространены в соседних африканских странах под другими названиями, поскольку культура разных народностей семьи банту имеет много общего. Например, в Демократической Республике Конго (бывший Заир, столица Киншаса) имеется город Диканза (Dikanza), а инструмент именуется как «dikwakasa», «bokwasa» или «bokwese».
Ангольские музыканты укоряют соотечественников в том, что они древний музыкальный инструмент диканза ошибочно называют на бразильский манер — реку-реку. На самом деле это родственные инструменты, которые во избежание путаницы при перечислении отделяются запятой. Бразильский реку-реку короче ангольской диканзы в 2-3 раза.
Жозе Оливейра де Фонтеш Перейра, основатель первой школы сембы в Анголе, настаивает на употреблении названия «диканза». В 1947 году, когда будущему музыканту было 8 лет, он спросил у матери: «Как это называется?» «Ó hihi a i xana dikanza (это называется диканза)», — ответила мать.
По словам Жозе Оливейра де Фонтеш Перейра диканза гармонично сочетается в аккомпанементе с концертиной, гитарой, кибалелу (kibabelo) и батуке (то есть перкуссионными).
Кроме Адолфу Коэлью (Adolfo Coelho, группа «Kiezos») среди наиболее ярких ангольских инструменталистов старого поколения, использующих диканзу, выделяются Эуклидеш Фонтеш Перейра (Euclides Fontes Pereira, группа «Ngola Ritmos»), Бонга Куэнда, Раул Толингаш (Raúl Tolingas), Зе Фининью (Zé Fininho из группы «Negoleiros do Ritmo»), Аугушту из ансамбля «Jovens do Prenda». Среди молодых музыкантов стоит отметить Юрия да Кунья (Yuri da Cunha) и Клаудию Андраде «Дину» (Cláudia Andrade «Dina») из фольклорного ансамбля «Китуши» (Kituxi), которая является редкой в Анголе женщиной, играющей на диканзе.
Один из лучших исполнителей ангольского музыкального жанра семба певец и композитор Бонга Куэнда на своих концертах не расстаётся с диканзой. Этот инструмент можно услышать в его первом альбоме «Ангола 72» в аккомпанементе песни «Mu Nhango».
В интервью газете «O Apostolado» Бонга выступил в защиту старых традиций: «Причина, которая заставляет меня играть на диканзе перед иностранцами, состоит в том, что этот инструмент является частью ангольской музыкальной идентичности, частью нашей истории. Диканза — это уникальный и исключительно национальный инструмент. Именно поэтому нам следует сделать его достоянием международной музыки».

## В Латинской Америке
В испаноязычных странах Латинской Америки родственный инструмент носит название гуиро и изготавливается из плодов горлянки.

## В Бразилии
Реку-реку широко используется в некоторых жанрах популярной музыки Бразилии, особенно — в самбе и капоэйре. Композитор Камаргу Гуарньери ввёл реку-реку на несколько темпов в финал своего Концерта № 1 для скрипки с оркестром (1940).
- Макумба (от кимбунду: ma’kôba) — ударный инструмент африканского происхождения, похожий на реку-реку.